# نيكولا كوليفيتش
نيكولا كوليفيتش (9 يونيو 1936 - 25 يناير 1997) (بالصربية السيريلية: Никола Кољевић) سياسي وأستاذ جامعي ومترجم وكاتب مقالات صربي بوسني، يعتبر من أهمّ المختصين في شكسبير.

## مسيرته
ولد كوليفيتش في بانيا لوكا سنة 1936، التي كانت آنذاك جزءًا من مملكة يوغوسلافيا، (البوسنة والهرسك الآن). كان شقيقه الأكبر سفيتوزار كوليفيتش (1930–2016)، باحثا مشهورًا كتب على نطاق واسع عن الشعر الملحمي الصربي.
بدأ نيكولا شاعراً، كتب شعراً بالصّربو- كرواتية وبالإنكليزية، وانتهى مترجماً وناقداً أدبياً، مختصاً في الأدب الإنكليزي عموماً. في أواسط الثّمانينيات، بعد وفاة ابنه الوحيد، حصل انقلاب حاسم في حياته، ازداد قرباً من الأوساط السّياسية القومية، وتعلّقا بالتعاليم الأورثوذوكسية. أصدر نيكولا كوليفيتش عدداً من الكتب المهمّة، من بينها: «قواعد نظرية للنّقد الجديد» (1967)، «شكسبير التّراجيدي» (1981)، «الشّعر الصّربي الكلاسيكي» (1987).
في أول انتخابات متعددة الأحزاب أجريت في عام 1990، تم انتخاب كوليفيتش عضوا صربيا في مجلس رئاسة البوسنة والهرسك، لكنه غادر الرئاسة في أبريل 1992.
خلال الحرب البوسنية، كان رادوفان كاراديتش قد أعلن قيام جمهورية صرب البوسنة، بحجّة حماية صرب البلد، والدّفاع عن انتماء البوسنة والهرسك إلى «صربيا الكبرى»، فعيّن نيكولا كوليفيتش في منصب نائب رئيس جمهورية صرب البوسنة. حصل على وسام الجمهورية مع وشاح، وهي أعلى رتبة من جمهورية صرب البوسنة. 
وفي أغسطس 1992، سيعطي نيكولا أمراً بقصف مكتبة سراييفو العريقة، التي بُنيت في نهاية القرن التّاسع عشر، على ضفاف نهر ميليتسكا. كانت المكتبة تضمّ أكثر من مليون ونصف وثيقة، بما فيها كتبه هو نفسه.
كان كوليفيتش الشخص الوحيد الذي وقّّع الإعلان نيابة عن جمهورية صرب البوسنة التي وافقت على دستور البوسنة والهرسك على النحو المنصوص عليه في الملحق 4 من اتفاقية دايتون.
في 16 يناير 1997، حاول الانتحار بإطلاق النار على رأسه، وتوفي بعد أسبوع في مستشفى بلغراد، تاركاً خلفه مخطوطتين شعريتين غير منتهيتين.